# Parosphromenus anjunganensis
Parosphromenus anjunganensis je drobná sladkovodní paprskoploutvá ryba z čeledi guramovití (Osphromenidae). Pochází z černých vod Bornea, z oblasti v blízkosti městečka Anjungan. V systému IGL je řazena do podskupiny C3.